# Music for Montserrat
Music For Montserrat fue un concierto celebrado el 15 de septiembre de 1997 en el Royal Albert Hall. Los músicos se unieron para recaudar fondos para la isla caribeña de Montserrat después de una gran erupción volcánica que a principios de ese año devastó la isla, incluyendo su capital, Plymouth. 
En el concierto participaron entre otros Phil Collins, Ray Cooper, Carl Perkins, Jimmy Buffett, Mark Knopfler, Sting, Elton John, Eric Clapton y Paul McCartney. 
El concierto fue lanzado en DVD con las canciones más famosas del concierto, como Your Song, Layla, Brothers In Arms, Blue Suede Shoes, Yesterday o Hey Jude.
El concierto fue organizado y producido por George Martin. Los beneficios se destinaron a paliar los destrozos de la erupción.
Para Carl Perkins, esta fue su última actuación en directo importante; murió poco más de cuatro meses después, el 19 de enero de 1998.

## Lista de canciones
1. Introducción de George Martin
2. Take Me Home (Phil Collins)
3. Hot, Hot, Hot (Arrow & His Band)
4. Blue Suede Shoes (Carl Perkins)
5. Volcano (Jimmy Buffet)
6. Brothers In Arms (Mark Knopfler)
7. Money For Nothing (Mark Knoplfler)
8. Message In A Bottle (Sting)
9. Magic (Sting )
10. Your Song (Elton John)
11. Live Like Horses (Elton John)
12. Don´t Let The Sun Go Down On Me (Elton John)
13. Broken Hearted (Eric Clapton)
14. Layla (Eric Clapton)
15. Same Old Blues (Eric Clapton)
16. Yesterday (Paul McCartney)
17. Golden Slumbers (Paul McCartney)
18. Hey Jude (Paul McCartney)
19. Kansas City (Paul McCartney)